# Oenothera tubicula
Oenothera tubicula är en dunörtsväxtart. Oenothera tubicula ingår i släktet nattljussläktet, och familjen dunörtsväxter.

## Underarter
Arten delas in i följande underarter:
- O. t. strigulosa
- O. t. tubicula